# 平成 (折坂悠太のアルバム)
「平成」(へいせい)は日本の鳥取県出身の男性シンガーソングライター折坂悠太の2枚目のスタジオ・アルバム。2018年10月3日にCD、音楽配信の形態で、2019年4月10日にはLPレコード盤がリリースされた。
「平成元年生まれ」の肩書きを表面化し、令和に変遷する時代のリリースに際して自身と向き合うことを主題とした本作は、複数のメディアや音楽関係者や作品的評価を得ており、第11回CDショップ大賞では「大賞 <青>」を受賞。『ミュージックマガジン』の特集「2010年代の邦楽アルバム・ベスト100」では、第1位に選ばれている。

## 制作背景
折坂は平成元年に鳥取県に生まれ、海外生活を経て現在は千葉県を音楽活動の拠点としている。多方を点々としている折坂は土地柄の肩書き、つまるところ出自がないことから「平成元年生まれ」の肩書きを表面化し、令和に変遷する時代のアルバムリリースに際して自身と向き合う名目があった。その一方で3月に出演したライブイベントの演奏中に折坂が口上として発言した「平成30年」の響きを気に入り、アルバムタイトルとした。
アルバムの原風景として折坂は親戚から聴かされた古い録音テープを挙げている。母子のやりとり、ラジオ番組、合唱などいくつもの音源が上書き録音されコラージュのように変貌したテープの感動をアルバムで表現することが初期のイメージとなった。歌詞には折坂の幼少から現在までの記憶から完全な創作までテーマが多様化され、これについては「平成」をお題にしたエッセイのような気持ちで書いたとCINRAのインタビューで言及されている。
ゲスト・ミュージシャンには折坂のライブバンドのメンバーである寺田燿児、青野慧志郎、田中久仁彦、飯島はるか、影山朋子の他、波多野敦子、ハラナツコ、宮坂遼太郎、RAMZAなど多様な音楽家が参加した。レコーディングは2018年の6月から8月へかけて行われた。

## 構成
「坂道」を始めとする11曲で構成される。その内9曲はアルバムの制作を念頭に置いて書き下ろされた楽曲である。
「坂道」はブラジルミュージックと日本語のポップ・ミュージックの融合をイメージしたスローナンバー。「逢引」は「恋と戦争」をテーマに制作され浪曲、ポエトリーリーディングを混合した歌唱を用いた演劇めいた切り口の楽曲である。「平成」は書き下ろされた楽曲の中で最初に手がけられ、ニーナ・シモンが彼女のデビューアルバム『リトル・ガール・ブルー（英語: Little Girl Blue (album)）』で演奏した「アイ・ラヴズ・ユー、ポーギー（英語: I Loves You, Porgy）」（アメリカの作曲家ジョージ・ガーシュウィンによるオペラ「ポーギーとベス」に含まれる曲）のコード進行を発展させ制作された楽曲。「揺れる」は東日本大震災をモチーフに制作された。「旋毛からつま先」は前作収録の楽曲「きゅびずむ」で用いた横尾忠則の絵画を意識して作曲する手法を再考し、「すんかす」「ひゅーどろ」などユニークなオノマトペを用いた戯曲的な要素を孕んだ楽曲。「みーちゃん」は折坂と自身の姉との幼少期のやりとりをモチーフに歌詞が書かれ、ジョージ・ガーシュウィン作曲「サマータイム」のコード進行を元に作曲された。「丑の刻ごうごう」は民謡に通ずるテイストのメロディに様々なメタファーとなるキーワードが散見する楽曲。「夜学」はチャン・フンが監督した映画「タクシー運転手 約束は海を越えて」の劇中に登場した「労働夜学」という言葉を元にタイトリングされた。アフロビートにポエトリーリーディングを乗せた、折坂の楽曲としては特別に歌詞の情報量や韻踏みの多いナンバーである。「take 13」は収録曲中唯一のインストゥルメンタルナンバーで、折坂が弾くピアノフレーズにビブラフォンやアルトサックスが乗せられ、オーケストラの音合わせをモチーフに制作された。「さびしさ」は折坂が自身の音楽活動の集大成となる要素の強い楽曲であると言及されており、アルバムもまたこの楽曲対して流れが進むような重要なナンバーである。

## 評価・チャート成績

### 評価
「平成」には複数のミュージシャン、批評家から肯定的なコメントが寄せられた。
- 音楽ライターの村尾泰郎はMikikiのレビュー記事にて多彩な音楽要素を取り入れた本作を「ジャンル分けできないというよりあらゆるジャンルを引き寄せる折坂の代表作となる作品である」と肯定的に評価した[7]。
- ミュージシャンの後藤正文はアルバムの特設サイトにて「素晴らしいの一言」と絶賛のコメントを寄稿し、自身が主催する音楽賞APPLE VINEGAR - Music Award -へ本作をノミネートした。マルチアーティストの坂口恭平は折坂の歌声を「日本語なのに異国語で歌われているようだ」と評し、歌声の表現力を肯定的に評価した[8]。
- 音楽評論家の柴那典は、2020年のリアルサウンドの記事にて、折坂が多くのインタビューでフランク・オーシャンのアルバム『Blonde（英語版）』(2016年) からの大きな影響を語っていたとした上で、「今思えば、『平成』は、結果として2010年代を代表する作品となった『Blonde』への『日本からの最良の回答』とも言えるべきアルバムだったと思う」と述べた[9]。
- 本作は、『ミュージックマガジン』2021年3月号掲載の「特集 [決定版] 2010年代の邦楽アルバム・ベスト100」にて、第1位に選ばれている[10]。

#### 受賞
「平成」は音楽関係者の間で作品的評価を受け、2018年リリース作品を対象とする第11回CDショップ大賞、APPLE VINEGAR - Music Award - 2019にノミネートされた。CDショップ大賞では新人ミュージシャンの作品から選出される大賞<青>に、APPLE VINEGARでは特別賞3作品に選出された。
受賞歴
| 賞                               | 結果     | 出典   |
| -------------------------------- | -------- | ------ |
| 第11回CDショップ大賞             | 大賞<青> | [ 12 ] |
| APPLE VINEGAR -Music Award- 2019 | 特別賞   | [ 13 ] |

## 収録曲
| 全作詞・作曲: 折坂悠太。 |                    |          |            |      |
| #                        | タイトル           | 作詞     | 作曲・編曲 | 時間 |
| 1.                       | 「坂道」           | 折坂悠太 | 折坂悠太   | 3:45 |
| 2.                       | 「逢引」           | 折坂悠太 | 折坂悠太   | 3:59 |
| 3.                       | 「平成」           | 折坂悠太 | 折坂悠太   | 3:10 |
| 4.                       | 「揺れる」         | 折坂悠太 | 折坂悠太   | 2:24 |
| 5.                       | 「旋毛からつま先」 | 折坂悠太 | 折坂悠太   | 2:57 |
| 6.                       | 「みーちゃん」     | 折坂悠太 | 折坂悠太   | 3:17 |
| 7.                       | 「丑の刻ごうごう」 | 折坂悠太 | 折坂悠太   | 3:50 |
| 8.                       | 「夜学」           | 折坂悠太 | 折坂悠太   | 3:59 |
| 9.                       | 「take 13」        | 折坂悠太 | 折坂悠太   | 2:55 |
| 10.                      | 「さびしさ」       | 折坂悠太 | 折坂悠太   | 6:26 |
| 11.                      | 「光」             | 折坂悠太 | 折坂悠太   | 4:11 |
| 合計時間:                | 合計時間:          | 40:53    |            |      |